# Episodi di Buongiorno professore (terza stagione)
La terza stagione della serie televisiva Buongiorno professore è stata trasmessa in anteprima in Germania dalla ZDF tra il 7 febbraio 1995 e il 23 maggio 1995.
| nº | Titolo originale         | Titolo italiano | Prima TV Germania | Prima TV Italia |
| -- | ------------------------ | --------------- | ----------------- | --------------- |
| 1  | Insel mit Internat       |                 | 7 febbraio 1995   |                 |
| 2  | Die Mutprobe             |                 | 14 febbraio 1995  |                 |
| 3  | Ein Mordversuch          |                 | 21 febbraio 1995  |                 |
| 4  | Eine heiße Spur          |                 | 28 febbraio 1995  |                 |
| 5  | Doppelleben              |                 | 7 marzo 1995      |                 |
| 6  | Der sterbende Schwan     |                 | 14 marzo 1995     |                 |
| 7  | Essen beim Türken        |                 | 21 marzo 1995     |                 |
| 8  | Freunde der alten Schule |                 | 28 marzo 1995     |                 |
| 9  | Versteckspiel            |                 | 4 aprile 1995     |                 |
| 10 | Hausfriedensbruch        |                 | 11 aprile 1995    |                 |
| 11 | Familienehre             |                 | 18 aprile 1995    |                 |
| 12 | Wie im Kino              |                 | 25 aprile 1995    |                 |
| 13 | Jungfernfahrt            |                 | 2 maggio 1995     |                 |
| 14 | Ein Schülerstreich       |                 | 9 maggio 1995     |                 |
| 15 | Mäxchen                  |                 | 16 maggio 1995    |                 |
| 16 | Schöne Ferien            |                 | 23 maggio 1995    |                 |